# یوروم
لی یو-روم (کره‌ای: 최유주) که با نام یوروم شناخته می‌شود، رپر و خوانندۀ اهل کره جنوبی است. او رپر اصلی گروه دخترانۀ کازمیک گرلز است.